# Friedrich Adolf Krummacher

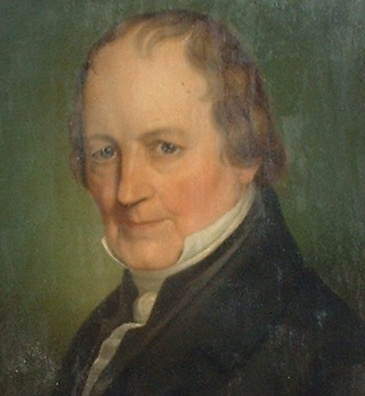
Friedrich Adolf Krummacher, målad av Wilhelm von Kügelgen.

Friedrich Adolf Krummacher, född den 13 juli 1767 i Tecklenburg (Westfalen), död den 4 april 1845 i Bremen, var en tysk reformert teolog och skald, bror till Gottfried Daniel Krummacher, far till Friedrich Wilhelm Krummacher.
Krummacher blev 1793 rektor vid skolan i Moers och var 1800-07 professor i teologi vid universitetet i Duisburg, där han i sin lärarverksamhet sökte motarbeta rationalismen. År 1812 kallades han till Bernburg som generalsuperintendent, konsistorialråd och förste pastor samt var 1824-43 predikant vid Ansgariuskyrkan i Bremen. 
Krummachers mest kända arbeten är hans Parabeln (1805; 9:e upplagan 1876; "Parabler", 1866) och Bibelkatechismus (1810, 14:e uppl. 1875; "Bibelkateches", 1827, 2:a upplagan 1833). Därjämte utgav han en mängd folkskrifter och andaktsböcker (åtskilliga översatta till svenska).